# Лапонија (округ)
Лапонија (фин. Lappi, лап. Lappi, швед. Lappland) је округ у Финској, у северном делу државе. Седиште округа је град Рованијеми, а значајан је и град Кеми.

## Положај округа
Округ Лапонија се налази у северном делу Финске. Њега окружују:
- са севера: Норвешка,
- са истока: Русија (Мурманска област),
- са југоистока: Русија (Република Карелија),
- са југа: Округ Северна Остроботнија,
- са југозапада: Ботнијски залив Балтичког мора
- са запада: Шведска.

## Природне одлике
Рељеф: Округ припада историјској области Лапонији и обухвата део који припада финској држави. У округу Финска Лапонија преовлађују равничарска подручја на приморском југозападу округа, средишњи део је бреговит до брдски. Крајњи делови округа на северу и истоку су планински. Надморска висина се креће 0-1029 м, с тим што је врх Сана (1029 м н.в.) истовремено и највиша тачка округа и највиши врх целе Финске.
Клима у округу Лапонија влада субполарна клима. Округ има најоштрије временске услове у држави.
Воде: Лапонија је приморски округ Финске. На југозападу округ излази на Ботнијски залив Балтичког мора. Обала је веома разуђена, са бројним острвима, полуострвима и заливима. У унутрашњости округа постоји низ ледничких језера, од којих је највеће Инари, на северу округа. Кроз округ протиче и низ дугачких река, попут Кемијокија, Торниојокија и Оунајокија.

## Становништво
По подацима 2011. године у округу Лапонија живело је преко 180 хиљаде становника. Од 2000. године број становника у округу је благо опао.
Густина насељености у округу је мање од 2 становника/км², што је најмање у држави и вишеструко мање од државног просека (16 ст./км²). Југозападни део округа, који је нижи и приморски, је много боље насељен него унутрашњост на северу и истоку, која је већим делом пуста.
Етнички састав: Финци и Лапонци су до традиционално становништво округа, с тим што су Лапонци насељени на северу округа, док Финци насељавају југ. Лапонски језик је други званични језик у 4 најсеверније општине округа (и Финске). Последњих деценија овде населио и омањи број усељеника.

## Општине и градови
Округ Лапонија има 21 општину, од којих 4 носе звање града (означене задебљаним словима). То су:
| - Енонтекије - Илиторнио - Инари - Кеми - Кемијерви - Кеминма - Китиле | - Колари - Муонио - Пелкосенијеми - Пело - Посио - Рануа - Рованијеми | - Сала - Савукоски - Симо - Соданкиле - Тервола - Торнио - Уцјоки |

Градска подручја са више од 10 хиљада становника су:
- Рованијеми - 46.000 становника,
- Кеми - 28.000 становника,
- Торнио - 17.000 становника.